# Ликереш, Дьёндьи
Дьёндьи Ликереш (венг. Likerecz Gyöngyi; род. 28 мая 1983, Орослань, Комаром-Эстергом) — венгерская тяжелоатлетка, выступавшая в весовой категории до 75 килограммов. Чемпионка мира и участница Олимпийских игр.

## Биография
Дьёндьи Ликереш родилась 28 мая 1983 года.

## Карьера
Дьёндьи Ликереш участвовала на чемпионате мира среди юниоров 1998 года в весовой категории до 69 килограммов. Она завоевала бронзовую медаль, подняв 90 килограммов в рывке и 115 кг в толчке. В следующем году она перешла в весовую категорию до 75 кг, в которой выступала всю оставшуюся карьеру. На юниорском чемпионате мира 1999 она вновь стала бронзовым призёром с результатом 220 кг, улучшив личный рекорд в сумме на 15 кг (100 + 120).
На взрослом чемпионате мира 1999 года в Афинах Дьёндьи Ликереш стала одиннадцатой, подняв 100 кг в рывке и 122,5 кг в толчке.
В 2000 году она участвовала на Олимпийских играх в Сиднее, где дебютировала женская тяжёлая атлетика. Дьёндьи Ликереш подняла рекордные для себя 227,5 кг (105 + 122,5) и стала пятой.
На чемпионате мира 2001 года в Анталье Дьёндьи Ликереш завоевала золото, улучшив прошлогодний результат на 27,5 килограммов. Зафиксировав в рывке 116 кг, она также значительно улучшила лучший результат в толчке, подняв 140 кг.
На юниорском чемпионате мира 2002 года Дьёндьи Ликереш также подняла 255 кг в сумме и завоевала золото.
На Олимпиаде-2004 Дьёндьи Ликереш показала лучший результат в карьере, подняв 115 кг в рывке и 142,5 кг в толчке. Однако, этого не хватило для медаль. С суммой 257,5 кг она заняла четвёртое место.